# گواساو
گواساو (به اسپانیایی: Guasave) از شهرهای کشور مکزیک است که در ایالت سینالوآ قرار دارد و جمعیت آن طبق سرشماری سال ۲۰۱۰ میلادی ۷۱٬۱۹۶ نفر بوده است.